# Vålerenga Trolls
Die Vålerenga Trolls sind ein American-Football-Team aus der norwegischen Hauptstadt Oslo. Sie gewann elf Mal die norwegische Meisterschaft. Die Trolls sind die älteste American-Football-Mannschaft in Norwegen. Sie wurden 1983 als Oslo Killer Bees gegründet und traten später als Oslo Trolls auf. Das Team schloss sich 1993 dem Vålerengens Idrettsforening an.

## Geschichte
Die Trolls gewannen die ersten drei offiziellen norwegischen Meisterschaften 1986 bis 1989. Nachdem drei Jahre lang der Ortsrivale Westside Vikings (später Oslo Vikings) die Meisterschaft gewinnen konnte, folgte von 1993 bis 1997 eine Serie von fünf weiteren Meisterschaften, nun unter dem Namen Vålerenga Trolls. 1996 und 1998 nahmen die Trolls am Euro Cup teil, dem zweithöchsten Europapokal-Wettbewerb der EFAF. Beide Male erreichte man den zweiten Platz in der Gruppenphase und verpasste damit den Einzug ins Finale.
Nach dem verlorenen Finale 1998 gegen die Vikings verloren die Trolls einige zentrale Spieler und begannen einen Neuaufbau. 2002 erreichte man erstmals wieder das Finale, 2003 gewannen die Trolls gegen die Eidsvoll 1814s ihre zehnte Meisterschaft. 
Nach der Saison 2005 verließen erneut einige Leistungsträger das Team. 2007 zog sich der Verein in die Division 2 zurück. Ab 2009 spielten die Trolls wieder erstklassig und erreichten 2010 und 2011 das Halbfinale. Nachdem man 2013 wieder in die zweite Division zurückgezogen hatte, spielt man seit 2014 wieder in der höchsten Liga, inzwischen Eliteserien genannt. An alte Erfolge konnte man nicht mehr anknüpfen. 2023 wurde die Herrenmannschaft zurückgezogen. 
In der Saison 2024 stiegen die Trolls wieder in die Eliteserien ein. Mit 2 Siegen und vier Niederlagen landete man auf Platz 3. In der Saison 2025 gelang der elfte Meisterschaft. Nach einer perfekten Saison bezwang man im Finale den amtierenden Meister Eidsvoll 1814’s mit 32:30.

## Frauen
Im Jahr 2014 gründeten die Troll eine Frauenmannschaft. Sie gewann 2015 die erste inoffizielle Serie für Frauen in Norwegen. 2016 wiederholten sie den Erfolg, 2017 gewannen sie die erstmals ausgetragenen Womens Open. Mangels Gegner und Spielerinnen wurde der Spielbetrieb eingestellt, zeitweise beteiligten sich die Frauen der Trolls an der vereinsübergreifenden Mannschaft WAFN Valkyries. 
Seit 2022 nehmen die Trolls an der schwedischen Division 1 Dam teil.